# Странци у ноћи
Странци у ноћи је југословенски и хрватски кратки ТВ филм из 1992. године. Режирао га је Дејан Јововић који је написао и сценарио.

## Улоге
| Глумац               | Улога |
| -------------------- | ----- |
| Жељко Дувњак         |       |
| Томислав Готовац     |       |
| Драго Крча           |       |
| Надежда Перишић Нола |       |
| Борис Свртан         |       |